# Cacostola variegata
Cacostola variegata är en skalbaggsart som beskrevs av Dillon 1946. Cacostola variegata ingår i släktet Cacostola och familjen långhorningar. Inga underarter finns listade.